# SunExpress
SunExpress (Turks: Güneş Ekspres Havacılık A.Ş.) is een Turks-Duitse luchtvaartmaatschappij met het hoofdkantoor in Antalya, Turkije. Haar thuisbasis is Luchthaven Antalya. SunExpress vliegt naar bestemmingen in Azië, Europa en het Midden-Oosten.

## Geschiedenis
De maatschappij werd in oktober 1989 opgericht als een joint venture van Turkish Airlines en Lufthansa. Ze begon met vliegen op 2 april 1990. De maatschappij begon met één toestel.
In 1995 bracht Lufthansa zijn SunExpress-aandelen over naar Condor Airlines, thans Thomas Cook Airlines, om alle toeristische vluchten onder een enkele eenheid te groeperen. In februari 2007 nam Lufthansa de Thomas Cook-aandelen terug. De eigenaars van SunExpress zijn nu voor 50% Turkish Airlines en voor 50% Lufthansa. SunExpress is de enige luchtvaartmaatschappij in Turkije die als ISO 9001, ISO 14001 en OHSAS gecertificeerd staat. In 2012 vervoerde SunExpress meer dan 7.650.000 passagiers. 
In 2023 vloog de maatschappij naar meer dan 90 bestemmingen in 35 landen. Het aantal vervoerde passagiers ligt boven de 10 miljoen per jaar. Er zijn zo'n 5000 werknemers actief.

## Vloot

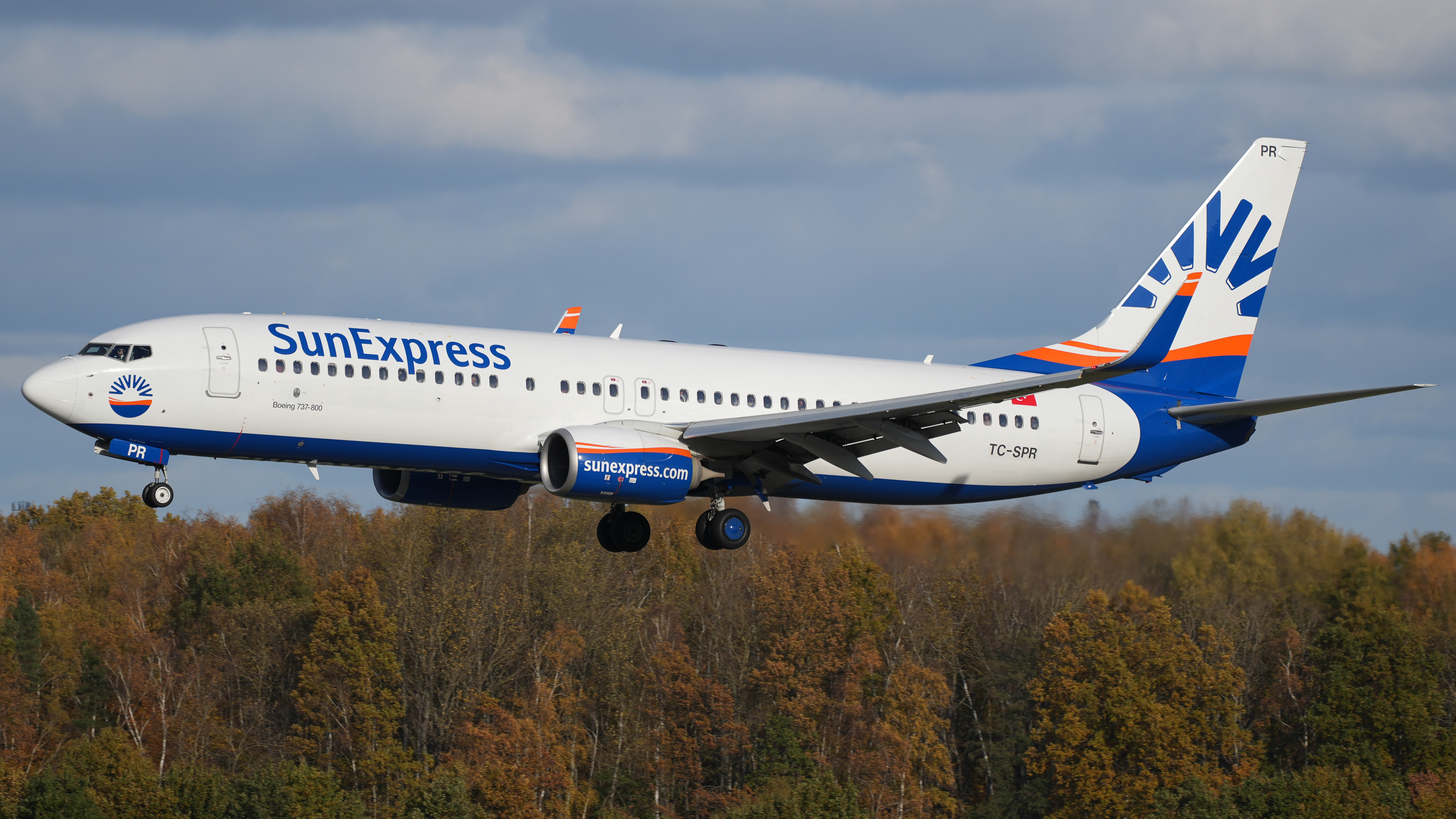
Een Boeing 737-800 van SunExpress

De vloot van SunExpress bestaat uit de volgende toestellen (februari 2025):
| Type              | In dienst | Orders | Opties | Passagiers |
| ----------------- | --------- | ------ | ------ | ---------- |
| Boeing 737-800    | 55        | —      | —      | 189        |
| Boeing 737 MAX 8  | 17        | 53     | 45     | 189        |
| Boeing 737 MAX 10 | —         | 17     | 45     | NNB        |
| Totaal            | 72        | 70     | 45     |            |

## Bestemmingen
SunExpress vliegt op de volgende bestemmingen:
| Land                         | Stad              | IATA | ICAO | Luchthaven                                     |
| ---------------------------- | ----------------- | ---- | ---- | ---------------------------------------------- |
| Albanië                      | Tirana            | TIA  | LATI | Luchthaven Tirana                              |
| Bahrein                      | Manamah           | BAH  | OBBI | Internationale luchthaven van Bahrein          |
| België                       | Brussel           | BRU  | EBBR | Brussels Airport                               |
| Bosnië en Herzegovina        | Sarajevo          | SJJ  | LQSA | Luchthaven Sarajevo                            |
| Bulgarije                    | Sofia             | SOF  | LBSF | Luchthaven Sofia                               |
| Egypte                       | Caïro             | CAI  | HECA | Internationale luchthaven van Caïro            |
| Cyprus                       | Tymvou            | ECN  | LCEN | Luchthaven Ercan                               |
| Denemarken                   | Aalborg           | AAL  | EKYT | Aalborg Lufthavn                               |
| Denemarken                   | Billund           | BLL  | EKBI | Billund Lufthavn                               |
| Denemarken                   | Kopenhagen        | CPH  | EKCH | Internationale luchthaven Kopenhagen Kastrup   |
| Duitsland                    | Berlijn           | BER  | EDDB | Flughafen Berlin Brandenburg                   |
| Duitsland                    | Bremen            | BRE  | EDDW | Bremen Airport                                 |
| Duitsland                    | Dortmund          | DTM  | EDLW | Flughafen Dortmund                             |
| Duitsland                    | Dresden           | DRS  | EDDC | Flughafen Dresden                              |
| Duitsland                    | Düsseldorf        | DUS  | EDDL | Düsseldorf Airport                             |
| Duitsland                    | Frankfurt         | FRA  | EDDF | Frankfurt Airport                              |
| Duitsland                    | Hamburg           | HAM  | EDDH | Flughafen Hamburg                              |
| Duitsland                    | Hannover          | HAJ  | EDDV | Flughafen Hannover-Langenhagen                 |
| Duitsland                    | Keulen/Bonn       | CGN  | EDDK | Flughafen Köln-Bonn                            |
| Duitsland                    | Leipzig/Halle     | LEJ  | EDDP | Luchthaven Leipzig/Halle                       |
| Duitsland                    | München           | MUC  | EDDM | Flughafen München Franz Josef Strauß           |
| Duitsland                    | Münster/Osnabrück | FMO  | EDDG | Flughafen Münster/Osnabrück                    |
| Duitsland                    | Neurenberg        | NUE  | EDDN | Flughafen Nürnberg                             |
| Duitsland                    | Paderborn         | PAD  | EDLP | Flughafen Paderborn Lippstadt                  |
| Duitsland                    | Saarbrücken       | SCN  | EDDR | Flughafen Saarbrücken                          |
| Duitsland                    | Stuttgart         | STR  | EDDS | Flughafen Stuttgart                            |
| Duitsland                    | Weeze             | NRN  | EDLV | Flughafen Weeze                                |
| Estland                      | Tallinn           | TLL  | EETN | Luchthaven Tallinn Lennart Meri                |
| Finland                      | Helsinki          | HEL  | EFHK | Luchthaven Helsinki-Vantaa                     |
| Frankrijk                    | Basel/Mulhouse    | BSL  | LFSB | EuroAirport Basel-Mulhouse-Freiburg            |
| Frankrijk                    | Parijs            | CDG  | LFPG | Aéroport de Paris-Charles de Gaulle            |
| Georgië                      | Tbilisi           | TBS  | UGTB | Luchthaven Tbilisi                             |
| Hongarije                    | Boedapest         | BUD  | LHBP | Luchthaven van Boedapest                       |
| Ierland                      | Dublin            | DUB  | EIDW | Dublin Airport                                 |
| Irak                         | Erbil             | EBL  | ORER | Internationale Luchthaven Erbil                |
| Israël                       | Tel Aviv          | TLV  | LLBG | Luchthaven Ben-Gurion                          |
| Italië                       | Milaan            | MXP  | LIMC | Internationale luchthaven Milano-Malpensa      |
| Italië                       | Rome              | FCO  | LIRF | Aeroporto di Roma Fiumicino                    |
| Italië                       | Venetië           | VCE  | LIPZ | Aeroporto di Venezia Marco Polo                |
| Koeweit                      | Koeweit           | KWI  | OKKK | Kuwait International Airport                   |
| Libanon                      | Beiroet           | BEY  | OLBA | Rafik Hariri International Airport             |
| Nederland                    | Amsterdam         | AMS  | EHAM | Amsterdam Airport Schiphol                     |
| Nederland                    | Eindhoven         | EIN  | EHEH | Eindhoven Airport                              |
| Nederland                    | Rotterdam         | RTM  | EHRD | Rotterdam The Hague Airport                    |
| Noord-Macedonië              | Skopje            | SKP  | LWSK | Luchthaven Skopje Alexander de Grote           |
| Noorwegen                    | Oslo              | OSL  | ENGM | Luchthaven Oslo Gardermoen                     |
| Oezbekistan                  | Samarkand         | SKD  | UTSS | Samarkand International Airport                |
| Oostenrijk                   | Graz              | GRZ  | LOWG | Flughafen Graz                                 |
| Oostenrijk                   | Wenen             | VIE  | LOWW | Flughafen Wien-Schwechat                       |
| Polen                        | Krakau            | KRK  | EPKK | Luchthaven Kraków-Balice                       |
| Polen                        | Warschau          | WAW  | EPWA | Luchthaven Warschau Frédéric Chopin            |
| Roemenië                     | Boekarest         | OTP  | LROP | Henri Coandă International Airport             |
| Spanje                       | Barcelona         | BCN  | LEBL | Luchthaven Josep Tarradellas Barcelona-El Prat |
| Spanje                       | Madrid            | MAD  | LEMD | Aeropuerto Adolfo Suárez Madrid-Barajas        |
| Tsjechië                     | Praag             | PRG  | LKPR | Luchthaven van Praag                           |
| Turkije                      | Adana             | ADA  | LTAF | Luchthaven Adana Sakirpasa                     |
| Turkije                      | Ankara            | ESB  | LTAC | Luchthaven Ankara Esenboga                     |
| Turkije                      | Antalya           | AYT  | LTAI | Antalya AirportHUB                             |
| Turkije                      | Bodrum            | BJV  | LTFE | Luchthaven Milas-Bodrum                        |
| Turkije                      | Dalaman           | DLM  | LTBS | Luchthaven Dalaman                             |
| Turkije                      | Diyarbakır        | DIY  | LTCC | Luchthaven Diyarbakır                          |
| Turkije                      | Edremit           | EDO  | LTFD | Luchthaven Balıkesir Koca Seyit                |
| Turkije                      | Elazığ            | EZS  | LTCA | Luchthaven Elazığ                              |
| Turkije                      | Erzurum           | ERZ  | LTCE | Luchthaven Erzurum                             |
| Turkije                      | Eskişehir         | AOE  | LTBY | Luchthaven Hasan Polatkan                      |
| Turkije                      | Gaziantep         | GZT  | LTAJ | Luchthaven Gaziantep Oğuzeli                   |
| Turkije                      | Hatay             | HTY  | LTDA | Luchthaven Hatay                               |
| Turkije                      | İzmir             | ADB  | LTBJ | Luchthaven İzmir Adnan MenderesHUB             |
| Turkije                      | Kars              | KSY  | LTCF | Luchthaven Kars Harakani                       |
| Turkije                      | Kayseri           | ASR  | LTAU | Luchthaven Kayseri Erkilet                     |
| Turkije                      | Konya             | KYA  | LTAN | Luchthaven Konya                               |
| Turkije                      | Kütahya           | KZR  | LTBZ | Luchthaven Zafer                               |
| Turkije                      | Malatya           | MLX  | LTAT | Luchthaven Malatya Erhaç                       |
| Turkije                      | Mardin            | MQM  | LTCR | Luchthaven Mardin                              |
| Turkije                      | Ordu              | OGU  | LTCB | Lucht Ordu—Giresun                             |
| Turkije                      | Samsun            | SZF  | LTFH | Luchthaven Carsamba                            |
| Turkije                      | Trabzon           | TZX  | LTCG | Luchthaven Trabzon                             |
| Turkije                      | Van               | VAN  | LTCI | Luchthaven Van Ferit Melen                     |
| Turkije                      | Zonguldak         | ONQ  | LTAS | Luchthaven Zonguldak Çaycuma                   |
| Verenigde Arabische Emiraten | Abu Dhabi         | AUH  | OMAA | Abu Dhabi International Airport                |
| Verenigde Arabische Emiraten | Dubai             | DXB  | OMDB | Dubai International Airport                    |
| Verenigd Koninkrijk          | Birmingham        | BHX  | EGBB | Birmingham Airport                             |
| Verenigd Koninkrijk          | Bristol           | BRS  | EGGD | Bristol Airport                                |
| Verenigd Koninkrijk          | Edinburgh         | EDI  | EGPH | Edinburgh Airport                              |
| Verenigd Koninkrijk          | Londen            | LGW  | EGKK | London Gatwick Airport                         |
| Verenigd Koninkrijk          | Londen            | LTN  | EGGW | London Luton Airport                           |
| Verenigd Koninkrijk          | Londen            | STN  | EGSS | London Stansted Airport                        |
| Verenigd Koninkrijk          | Manchester        | MAN  | EGCC | Manchester Airport                             |
| Verenigd Koninkrijk          | Newcastle         | NCL  | EGNT | Newcastle Airport                              |
| Zweden                       | Stockholm         | ARN  | ESSA | Luchthaven Stockholm-Arlanda                   |
| Zwitserland                  | Genève            | GVA  | LSGG | Luchthaven Genève                              |
| Zwitserland                  | Zürich            | ZRH  | LSZH | Luchthaven Zürich                              |